# Jaywalking

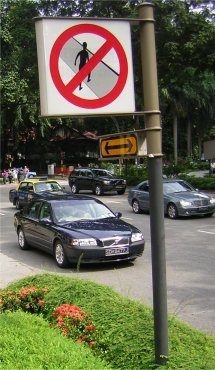
Verbod op het oversteken van de straat, Orchard Road in Singapore

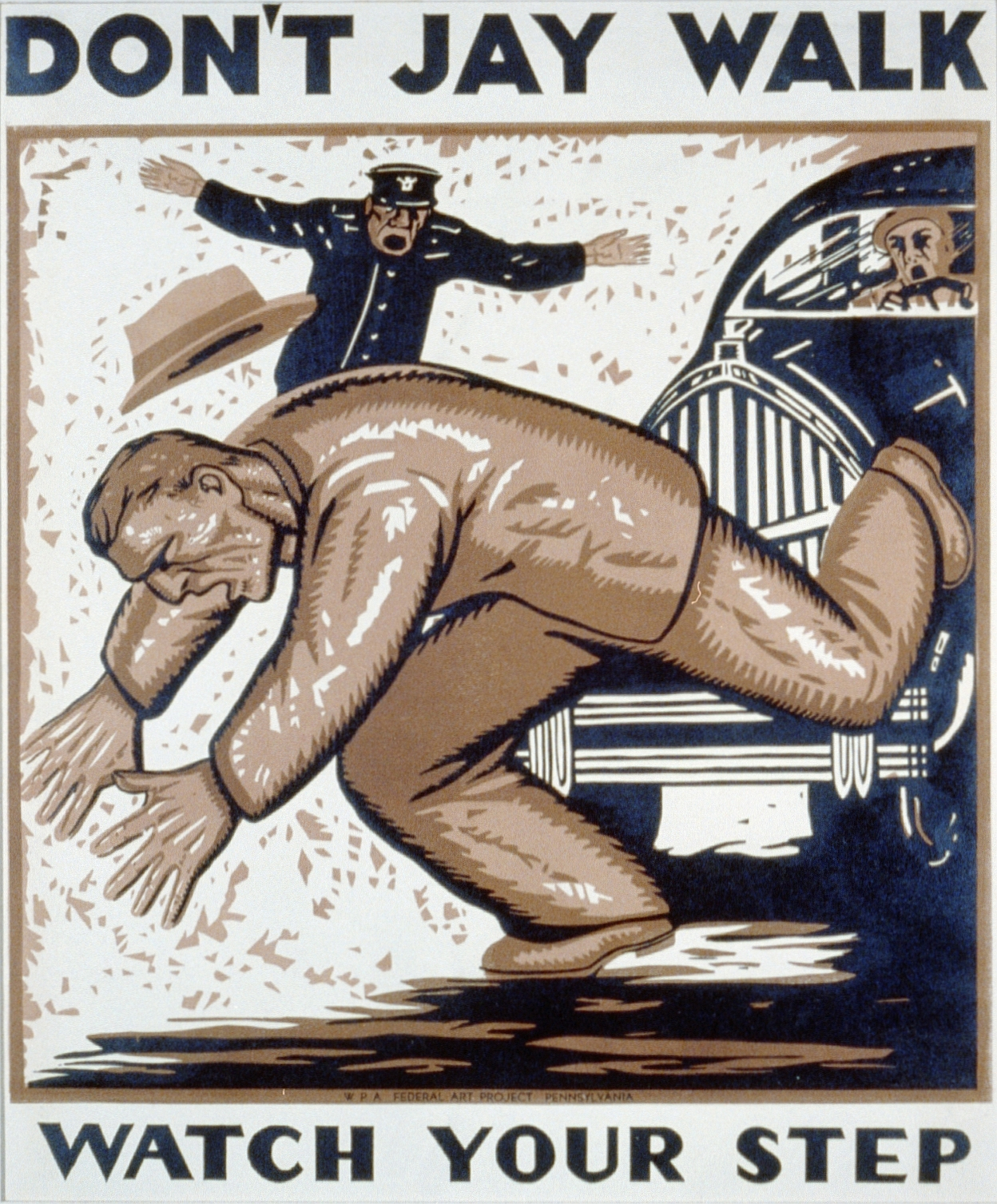
Een affiche tegen jaywalking gemaakt in 1937 door het Federal Art Project van de Works Progress Administration

Jaywalking is een Engelstalig begrip voor een situatie waarin een voetganger een rijbaan met gemotoriseerd verkeer beloopt of oversteekt. Het woord vindt zijn oorsprong in jay-drivers, waarmee vroeger bestuurders werden aangeduid die met een paard en wagen of auto op de verkeerde weghelft reden. Er is geen rechtstreekse Nederlandse vertaling voor jaywalking, maar de betekenis kan omschreven worden als "roekeloos en/of onwettig oversteken".
Het begrip jaywalking wordt veel gebruikt in de Verenigde Staten, waar de verkeersregels voor voetgangers strenger zijn dan in landen zoals het Verenigd Koninkrijk.
Wetsteksten in diverse landen verschillen in de mate waarin het oversteken van een weg door voetgangers aan strenge regels onderhevig is. De Voorschriften voor voetgangers in het Verdrag van Wenen inzake het wegverkeer geven de verdragsluitende partijen hiervoor de ruimte.

## Oorzaken

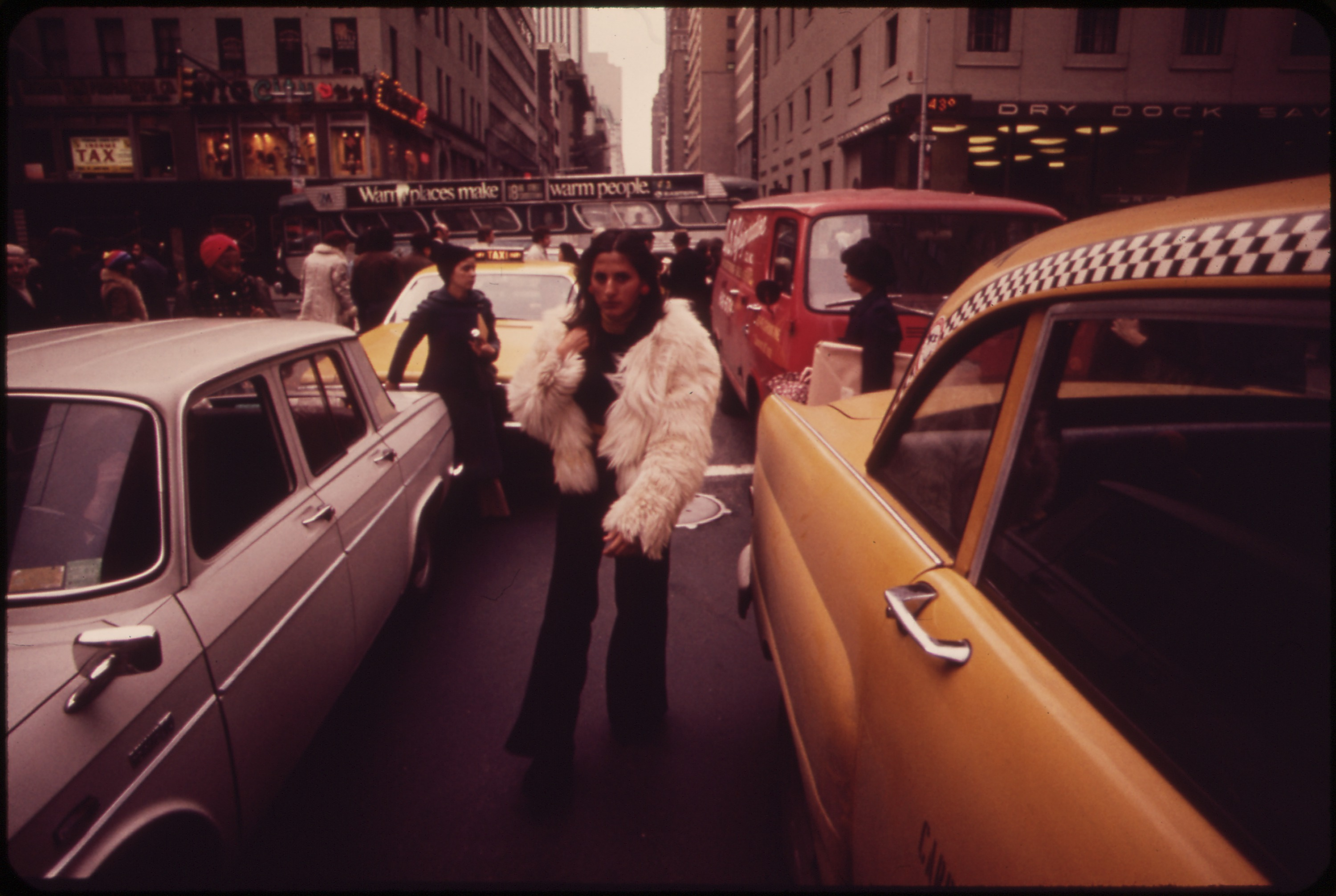
Jaywalking in een drukke straat in Midtown Manhattan, 1973

Jaywalking gebeurt om verscheidene redenen, waaronder gemak en tijdsbesparing. Een voetganger hoeft bij jaywalking immers niet eerst naar een oversteekplaats te lopen. Ook kunnen oversteekplaatsen op een kruispunt geblokkeerd worden door auto´s bij verkeerscongestie, waardoor voetgangers genoodzaakt zijn elders de straat over te steken.
In gebieden met een orthodox-joodse gemeenschap kan jaywalking voorkomen bij voetgangers die de sabbat volgen. Het voetgangerslicht zou volgens de religieuze leer namelijk niet handmatig bediend mogen worden. In 2010 werden daarom door een Amstelveens raadslid in een raadsvergadering vragen gesteld over de mogelijkheden voor een automatische regeling van een voetgangerslicht in die gemeente.

## België
Voetgangers zijn in België verplicht de gemarkeerde oversteekplaatsen te gebruiken indien deze op minder dan 20 meter afstand liggen, bij wegen met een maximumsnelheid hoger dan 30 kilometer per uur. Niettemin dient lichamelijk letsel bij een voetganger als gevolg van een verkeersongeval te worden vergoed door de verzekering van de betrokken automobilist, behalve als de voetganger ouder dan 14 jaar is en het ongeval en de gevolgen gewild heeft.

## Nederland
Artikel 74 van het Reglement verkeersregels en verkeerstekens 1990 (RVV1990) bepaalt dat het niet is toegestaan bij rood voetgangerslicht over te steken. Het is echter niet verplicht bij het oversteken gebruik te maken van het voetgangerslicht; voetgangers mogen dus elders de straat oversteken. Ook zijn zebrapaden niet meer verplicht in het RVV1990. Wel kan er op een weg een geslotenverklaring voor voetgangers gelden, aangegeven middels verkeersbord C16. In dat geval mogen voetgangers de betreffende weg niet betreden en/of oversteken. Schuin oversteken is ook niet meer verboden in RVV1990.

## Verenigd Koninkrijk
Het Verenigd Koninkrijk kent geen wetten die jaywalking expliciet verbieden. De Britse Highway Code gaat ervan uit dat voetgangers zelf kunnen beoordelen of de weg veilig genoeg is om over te steken. Voetgangers hebben in het Verenigd Koninkrijk voorrang op afslaande voertuigen. Regel 170 van de Highway Code bepaalt dat een automobilist moet 'uitkijken voor overstekende voetgangers bij het afslaan. Wanneer de voetgangers begonnen zijn met oversteken, dient hun voorrang verleend te worden'.